# Le Valet maître
Pour plus de détails, voir Fiche technique et Distribution.
Le Valet maître est un film français réalisé par Paul Mesnier, sorti en 1941.

## Synopsis
Antonia, aventurière qui se fait passer pour la maîtresse d'un roi incognito, engage Gustave pour faire le 4e au bridge. Gustave y retrouve son maître, le diplomate Ravier de l'Orne et d'autres membres du club des Patineurs. Ceux-ci ont fort besoin d'un excellent bridgeur pour affronter le Jockey club et intègrent Gustave. Au cours du tournoi, Gustave boit et laisse échapper sa véritable identité de domestique, ce qui l'exclut du club. Il part prendre un emploi de serveur. 
Finalement, Antonia, qui a pris un emploi chez une fleuriste retrouve des membres du club ainsi que Gustave qui permet au club de remporter la coupe.

## Fiche technique
- Réalisation : Paul Mesnier
- Scénario : Albert Guyot et Paul Mesnier d'après la pièce éponyme de Paul Armont et Léopold Marchand créée en 1938.
- Dialogue : Léopold Marchand
- Décors : Roland Quignon
- Photographie : Georges Clerc
- Montage : Jean Loubignac
- Son : Jean Putel
- Musique : Marceau Van Hoorebecke, Max d'Yresne
- Producteur : Camille Tramichel
- Société de production : Société de Production et d'Edition Cinématographique (Paris)
- Directeur de production : Thomy Bourdelle
- Ventes internationales : StudioCanal
- Pays :  France
- Format :  Son mono - Noir et blanc - 35 mm  - 1,37:1
- Genre : Comédie
- Durée : 90 minutes
- Date de sortie en France : 30 octobre 1941

## Distribution
- Elvire Popesco : Antonia, une aventurière
- Henri Garat : Gustave Lorillon, valet des Ravier et champion de bridge
- Roger Karl : Ravier "de l'Orne", diplomate bridgeur
- Marguerite Deval : Mme Ninon Ravier
- Paul Demange : l'antiquaire bridgeur
- René Génin : Foucard
- Philippe Richard : Castaneix
- Georges Saillard : le président du jockey-club
- Georges Mauloy : le comte des Bossons
- Henri Richard : le marquis de Lazergues
- Georges Grey : Jean-Louis Crampel
- Nina Myral : Agathe, femme de chambre des Ravier
- Alexandre Mihalesco : Émile
- Georges Bever : Justin
- Marianne Brack : Annie
- Yvonne Yma : la cuisinière au bal
- Andrée Champeaux : Marie
- Léonce Corne : un membre du club des "Patineurs"
- Georges Sellier : un membre du club des "Patineurs"
- Lucien Desagneaux : un membre du club des "Patineurs"
- Roger Vincent : un membre du club des "Patineurs"